# そんなあなたを応援します!
そんなあなたを応援します!（そんなあなたをおうえんします!）とは兵庫県神戸市長田区で定期的に行われているイベント。

## 概要
毎年春に関西学院大学応援団総部によって若松公園の鉄人広場で行われている。関西学院大学応援団総部とKOBE鉄人PROJECTが協力することで行われており、夢や目標に向かってがんばっている人に向かってエールを送るというものである。
このイベントは2006年から行われてきており2009年までは関西学院大学のキャンパスで行われてきたが、2010年より若松公園で行われるようになっている。総勢100人を超える応援団によってエールが送られている。2017年に行われた第12回目は雨天であったために、場所を若松公園から商店街に移して実施された。